# Karl Weigl
Karl Ignaz Weigl (Viena, 6 de febrer de 1881 - Nova York, 11 d'agost de 1949) fou un compositor austríac.
Fill d'un funcionari del banc que també era un músic amateur. Alexander Zemlinsky el va agafar com a alumne privat el 1896. Weigl va anar a l'escola Franz-Joseph-Gymnasium i s'hi va graduar el 1899. Després, va continuar els seus estudis a l'Acadèmia de Música de Viena, on va esdevenir deixeble composició de Robert Fuchs, i també es va matricular a la Universitat de Viena, on va estudiar musicologia amb Guido Adler, i on va tenir a Anton Webern com un company de classe. La seva única òpera, Der Rattenfänger von Hameln, es va estrenar a Viena el 1932.
Quan els nazis van ocupar Àustria, el 1938, Weigl va emigrar als Estats Units d'Amèrica, juntament amb la seva segona esposa, músic i compositor Vally Weigl (nascuda Pick), i el seu fill. Allà, va obtenir un nombre de places de mestre cada vegada més importants: a la Hartt School of Music, al Brooklyn College, en el Conservatori de Boston i, a partir de 1948, a l'Acadèmia de Música de Filadèlfia. Va morir a després d'una llarga batalla de càncer de la medul·la òssia.